# Helen Francis Hood
Helen Francis Hood   (Chelsea, 28 de juny de 1863 - Brookline, 22 de gener de 1949) fou una pianista, compositora i professora estatunidenca.

## Biografia
Va néixer a Chelsea, Massachusetts, i va estudiar música a Boston amb Benjamin Johnson Lang, J.C.D. Parker, John Knowles Paine i George Chadwick. Va continuar els seus estudis a Berlín amb Moritz Moszkowski i Philipp Scharwenka. Va rebre un diploma i una medalla pels seus èxits a la World's Columbian Exposition de Chicago, Illinois. Fou membre del Boston College Musical Guild.
Va morir a Brookline, Massachusetts. No es va casar i va viure els últims 35 anys de la seva vida amb Mari Louise Rigault.

## Obres
Hood podria haver compost el primer trio nord-americà per a piano, violí i violoncel. Les obres seleccionades inclouen:
- Decepció[4]
- La violeta[5]
- Cançó de bressol de Cornualla
- Robin[6]
- Pastora[7]
- Missatge de la rosa[8]